# Сарижал
Сарижа́л (каз. Сарыжал) — село у складі Абайського району Абайської області Казахстану. Адміністративний центр та єдиний населений пункт Сарижальського сільського округу.
Населення — 1650 осіб (2021; 1972 у 2009, 2167 у 1999, 1929 у 1989).
Національний склад станом на 1989 рік:
- казахи — 100 %

Станом на 1989 рік село називалось Саржал.